# Navarasa
Navarasa (Alternativtitel: Nine Emotions) ist ein indischer Film aus dem Jahr 2005. Regie bei der Tragikomödie führte Santosh Sivan, der auch das Drehbuch schrieb. Die Hauptrolle spielte P. Shwetha. Handmade Productions produzierte den Film.

## Handlung
Die dreizehnjährige Inderin Shwetha lebt mit ihren Eltern und ihrem Onkel in einem Haus. Sie spioniert ihrem Onkel eines Tages nach und sieht ohne sein Wissen, wie Frauen ihm Frauenkleider anziehen. Sie erkennt, dass ihr Onkel Gautham ein Transvestit ist, verheimlicht dies aber vor ihren Eltern, da der Onkel vermutlich von Shwethas Vater aus dem Haus verstoßen würde.
Als ihre Eltern wegfahren, soll Gautham auf Shwetha aufpassen. Er fährt zum Kuvagam-Festival, ein jährlich stattfindendes Festival, das Treffpunkt tausender Transsexueller ist, um den Mythos von Aravan und Mohini wieder zum Leben zu erwecken. Shwetha macht sich auf den Weg, um ebenfalls zu dem Festival zu kommen und ihren Onkel zu suchen. Währenddessen begegnet sie dem Transsexuellen Bobby Darling und freundet sich mit ihm an. Die beiden kommen beim Festival an, wo Bobby Darling ihr den hinduistischen Hintergrund des Festivals erklärt und einen Schönheitswettbewerb gewinnt. Shwetha findet schließlich ihren Onkel und die beiden fahren zurück nach Hause.

## Entstehungsgeschichte
Dem Film, der am 21. Oktober 2005 in die indischen Kinos kam, lag kein wirkliches Drehbuch zugrunde, sondern nur eine Idee; das meiste entstand als Improvisation am Drehort. Santosh Sivan, der durch Erfolge mit hohem Budget wie Asoka – Der Weg des Kriegers bekannt geworden war, war fasziniert von den Schicksalen der Besucher des Koovagam-Festivals und entschied sich daraufhin, einen Film über das Festival und den religiösen Hintergrund zu drehen. Für den Film wurden hauptsächlich Laiendarsteller eingesetzt.

## Kritiken
Auf Variety.com schrieb man, dass der objektive Blick auf die Festivitäten das Interessanteste an dem Film wären, es ihm aber an Aufbau fehle und Sivans Kompositionsauge durch das geringe Budget verringert geworden zu sein scheint. (Objective look at the festivities are the pic's most interesting sections, but the whole lacks a sense of build-up and Sivan's compositional eye appears to have been compromised by the restrictions of a lower budget.)

## Auszeichnungen
Der Film lief 2005 auf dem Pusan International Film Festival und 2006 im Wettbewerb des Internationalen Film Festivals Innsbruck, musste sich aber dem chinesisch-südkoreanischen Drama Mang Zhong geschlagen geben.
Auf dem Monaco International Film Festival gewann der Film den Angel Independent Spirit Award und Bobby Darling den Preis als Bester Nebendarsteller. Navarasa gewann den National Film Award als Bester Film in Tamilisch.